# Julie Štruplová
Julie Štruplová (* 16. November 2004) ist eine tschechische Tennisspielerin.

## Karriere
Štruplová bevorzugt Sandplätze und spielt vor allem Turniere der ITF Women’s World Tennis Tour, wo sie bislang je vier Titel im Einzel und sieben im Doppel gewinnen konnte.
2021 erreichte sie als Qualifikantin das Hauptfeld der ITS Cup Olomouc Open, einem mit 60.000 US-Dollar dotierten Turnier, wo sie in der ersten Runde gegen Jaimee Fourlis mit 4:6 und 6:75 verlor.
2022 qualifizierte sie sich für das Hauptfeld im Juniorinneneinzel der French Open, wo sie in der ersten Runde gegen die mit einer Wildcard gestartete Jenny Lim mit 6:4, 4:6 und 4:6 verlor. Im Juniorinnendoppel verlor sie mit Partnerin Giorgia Pedone gegen die deutsche Paarung Ella Seidel und Joëlle Steur mit 4:6 und 2:6. In Wimbledon unterlag sie im Juniorinneneinzel der mit einer Wildcard gestarteten Ella McDonald mit 5:7 und 1:6. Im Juniorinnendoppel erreichte sie mit Partnerin Sonya Macavei das Achtelfinale.
In der tschechischen Liga spielte Štruplová von 2015 bis 2020 für den Severočeská tenisová o.s. und ab 2021 für den TK AGROFERT Prostějov.

## Turniersiege

### Einzel
| Nr. | Datum              | Turnier                  | Kategorie | Belag             | Finalgegnerin    | Ergebnis       |
| --- | ------------------ | ------------------------ | --------- | ----------------- | ---------------- | -------------- |
| 1.  | 11. September 2022 | Frýdek-Místek            | ITF W15   | Sand              | Lena Papadakis   | 6:3, 2:6, 6:4  |
| 2.  | 23. April 2023     | Antalya                  | ITF W15   | Sand              | İlay Yörük       | 62:7, 6:1, 6:2 |
| 3.  | 2. Dezember 2023   | Wolkenstein              | ITF W25   | Hartplatz (Halle) | Martyna Kubka    | 6:2, 6:2       |
| 4.  | 22. September 2024 | Santa Margherita di Pula | ITF W35   | Sand              | Nuria Brancaccio | 5:7, 7:65, 6:2 |

### Doppel
| Nr. | Datum             | Turnier    | Kategorie | Belag             | Partnerin         | Finalgegnerin                                          | Ergebnis          |
| --- | ----------------- | ---------- | --------- | ----------------- | ----------------- | ------------------------------------------------------ | ----------------- |
| 1.  | 29. April 2023    | Osijek     | ITF W25   | Sand              | Dominika Šalková  | Denisa Hindová Karolína Kubáňová                       | 6:3, 6:4          |
| 2.  | 11. November 2023 | Solarino   | ITF W25   | Teppich           | Linda Klimovičová | Gaia Maduzzi Vittoria Paganetti                        | 6:1, 64:7, [10:8] |
| 3.  | 25. November 2023 | Limassol   | ITF W25   | Hartplatz         | Hanne Vandewinkel | Katharina Hobgarski Guiomar Maristany Zuleta de Reales | 6:4, 6:4          |
| 4.  | 20. April 2024    | Hammamet   | ITF W35   | Sand              | Xenija Saizewa    | María Herazo González Kaylah McPhee                    | 4:6, 6:4, [10:4]  |
| 5.  | 24. August 2024   | Přerov     | ITF W75   | Sand              | Jelena Pridankina | Noma Noha Akugue Sapfo Sakellaridi                     | 6:3, 6:4          |
| 6.  | 23. November 2024 | Trnava     | ITF W50   | Hartplatz (Halle) | Dominika Šalková  | İpek Öz Tara Würth                                     | 6:4, 6:4          |
| 7.  | 7. Juni 2025      | Klagenfurt | ITF W35   | Sand              | Aneta Laboutková  | Anastasia Abbagnato Darja Lodikowa                     | 4:6, 7:64, [11:9] |